# جودي ستريت
جودي ستريت (بالإنجليزية: Judy Street)‏ هي مغنية أمريكية، ولدت في 1949 في إنديانا في الولايات المتحدة.

## وصلات خارجية
- جودي ستريت على موقع ميوزك برينز (الإنجليزية)
- جودي ستريت على موقع ديسكوغز (الإنجليزية)